# ジュディス・マクノート
ジュディス・マクノート（Judith McNaught、本名：ジュディス・スペース・マクノート・スミス〈Judith Spaeth McNaught Smith、1944年5月10日 - ）は、アメリカ合衆国の小説家。著作の発行部数が3000万部を超えるベストセラー作家である。CBSラジオで女性として初めてエグゼクティブ・プロデューサーになった。

## 経歴
1944年、カリフォルニア州サンルイスオビスポに生まれる。ノースウェスタン大学でビジネス学を専攻した。セントルイスの歯科医と結婚し、1男1女をもうけたが離婚。
作家として成功する前は、映画製作の助監督、運送会社のアシスタント・コントローラーのほか、派遣会社や調査会社の経営をしていた。また、CBSラジオで女性として初めてエグゼクティブ・プロデューサーになった。
ゼネラルモーターズの映像を製作するクルーで助監督をしていた時に、GM社の広報局長で後に2番目の夫となるマイケル（マイク）・マクノートと出会った。マイクにも離婚歴があり、5人の子供がいたため、2人の間には合わせて7人の子供ができた。マイクはマクノートに新しいタイプライターをプレゼントし、出版社から原稿を突き返され続ける妻の執筆活動を何年も応援した。
初めて書いた『とまどう緑のまなざし』（原題：Whitney, My Love ）は1978年から1982年にかけて執筆したもののなかなか買い手がつかず、1982年に『言えないことば』（原題：Tender Triumph ）が先に売れた。同作のカバーデザインを受け取った1983年6月20日は、夫が事故で亡くなった翌日だった。

## 成功
『とまどう緑のまなざし』が出版されたのは1985年になってからのことで、既に2作品で成功を収めた後だった。リージェンシー・ロマンス（摂政時代を舞台とした作品）には多くのルールがあることを知らず、マクノートの初期の作品はユニークなものが多かった。作品の特徴として、ヒロインよりヒーローが先に登場することが挙げられる。性描写がない典型的なリージェンシー作品とは違い、マクノートの作品はウィットに富み、過激な官能表現を多分に含んでおり、今やリージェンシー・ヒストリカルという新しいジャンルを開拓したと認識されている。『とまどう緑のまなざし』は、伝統的なリージェンシー・ロマンスの形を取りながらも、全体的な長さや過激な感情表現や官能表現は、摂政時代が舞台であることが少なかったそれまでの歴史ロマンスを彷彿とさせた。作品が成功したことを受けて、編集者から同じスタイルの作品の執筆を依頼された。
マクノートが作家になった頃はロマンス作家はごく少数だったが、1985年頃になると激増し、月に50作品以上の歴史ロマンスが出版されるようになっており、それもマクノートの作品のような長編のリージェンシーものだった。歴史ロマンスのジャンルで成功していたが、1990年に飽和状態の歴史ロマンスから現代ロマンスへと舵を切り、徐々にサスペンス要素のある作風へと転向していった。ジャンルが変わっても執筆ペースは変わらず好調で、登場する女性も知的で強い性質のキャラクターである。
初めて数百万ドルで契約が結ばれ、著作がハードカバーで出版されたロマンス作家の1人である（ハードカバーで出されると、大手出版社のレビューなどでより良い位置取りができるという）。1988年に、『ニューヨーク・タイムズ』のベストセラーリストに初めてランクインして以後、全ての作品が同リストにランクインしているした時に、出版社にカバーデザインを官能的なものでなくシックなものにしてほしいと頼んだ。
1990年代前半、ビール醸造会社のクアーズからの依頼で、女性の識字率向上のプロモーションに使用される作品を執筆した。女性の5分の1が読み書きができないと知り驚き、ほぼ書き上げていた『いつの日にか君と』（原題：Perfect ）の原稿にその問題を追加するために約6週間かけて書き直した。同作の売り上げの一部をその問題に取り組む団体に寄付することを決めたほか、より多くの読者に問題を意識してもらえるよう寄付方法や協力できることを書いたカードを本に封入した。
1996年と1997年に、アメリカロマンス作家協会の会議で基調演説を行い、テキサス・ウィメンズ・マンスリーにより好きな作家4人の内の1人に選ばれた（他の3人は、ジョン・グリシャム、パトリシア・コーンウェル、ディーン・R・クーンツ）。ロマンス雑誌『ロマンティック・タイムズ』のキャリア・アチーブメント賞を受賞しているほか、『夜は何をささやく』（原題：Night Whispers ）で『ニューヨーク・タイムズ』のベストセラーリストのロマンティック・サスペンス部門で1位を獲得した。

## 私生活
ミズーリ州セントルイスに住んでいたことがあるが、ブック・ツアーで訪れたダラスを好きになり、テキサス州へ移住した。1993年5月末、プロゴルファーでエンジニアのドン・スミスとの結婚生活が終焉を迎えた。マクノート本人によると、離婚は平和的なもので、人生の新しいステップの始まりを祝うため、友人ら160人を招いてパーティーを開いたという。2007年からはフリスコに住んでいる。子供のチャリティー、乳癌や識字の問題に積極的に取り組んでいる。『いつの日にか君と』で識字問題を取り上げて以後、出版社に頼んでレスポンス・カードを入れてもらい、この活動により多くの女性読者が読み書きを教えるボランティア教師となった。

## 受賞
- 1985年 - 『とまどう緑のまなざし』でロマンティック・タイムズ キャリア・アチーブメント賞歴史ロマンス新人部門受賞
- 1986年 - 『言えないことば』でロマンティック・タイムズ レビュアーズ・チョイス賞ハーレクイン・スーパーロマンス部門受賞
- 1987年 - 『哀しみの果てにあなたと』でアフェール・ド・クー (Affaire de Coeur) ゴールデン・ペン・サーティフィケート及びレビュアーズ・チョイス賞歴史ロマンス部門受賞

## 作品リスト

### 歴史ロマンス
| 邦題                   | 原題                                                 | シリーズ                     | 刊行年             | 刊行年月   | 訳者       | 出版社       | 備考 |
| ---------------------- | ---------------------------------------------------- | ---------------------------- | ------------------ | ---------- | ---------- | ------------ | --- |
| とまどう緑のまなざし   | Whitney, My Love                                     | ウェストモアランド家サーガ 2 | 1985年             | 2008年11月 | 後藤由季子 | 二見書房     | |
| 哀しみの果てにあなたと | Once and Always                                      |                              | 1987年             | 2011年02月 | 古草秀子   | 二見書房     | |
| その瞳が輝くとき       | Something Wonderful                                  |                              | 1988年             | 2011年11月 | 宮内もと子 | 二見書房     | |
| 黒騎士に囚われた花嫁   | A Kingdom of Dreams                                  | ウェストモアランド家サーガ 1 | 1989年             | 2010年03月 | 後藤由季子 | 二見書房     | |
| あなたの心につづく道   | Almost Heaven                                        |                              | 1990年             | 2008年02月 | 宮内もと子 | 二見書房     | |
| あなたに出逢うまで     | Until You                                            | ウェストモアランド家サーガ 3 | 1994年             | 2012年12月 | 古草秀子   | 二見書房     | |
| もしも願いがかなうなら | Miracles                                             | ウェストモアランド家サーガ 4 | 1995年             | 2011年11月 | 後藤美香   | ハーレクイン | 原書は"A Holiday of Love" に他3名の作品と同時収録 邦訳はスピンオフ「綴られし乙女の祈り」「君とめぐり逢うまで」を収録 |
|                        | Someone Like You 旧題：Can't Take My Eyes Off of You | ウェストモアランド家サーガ 5 | 2017年6月 （予定） |            |            |              | |

### 現代ロマンス
| 邦題                   | 原題                     | シリーズ              | 刊行年 | 刊行年月   | 訳者       | 出版社                                | 備考                                           |
| ---------------------- | ------------------------ | --------------------- | ------ | ---------- | ---------- | ------------------------------------- | ---------------------------------------------- |
| 言えないことば         | Tender Triumph           |                       | 1983年 | 2009年09月 | 江田さだえ | ハーレクイン                          |                                                |
|                        | Double Standards         |                       | 1984年 |            |            |                                       |                                                |
| パラダイスを君に       | Paradise                 | パラダイス シリーズ 1 | 1991年 | 2005年05月 | 瓜生知寿子 | ソニー・マガジンズ                    |                                                |
| いつの日にか君と       | Perfect                  | パラダイス シリーズ 2 | 1993年 | 2007年08月 | 瓜生知寿子 | ソニー・マガジンズ ヴィレッジブックス |                                                |
|                        | Double Exposure          | フォスター サーガ 1   | 1995年 |            |            |                                       | 原書は"A Gift of Love" に他4名の作品と同時収録 |
| 君といたあの頃に       | Remember When            | フォスター サーガ 2   | 1996年 | 2010年09月 | 片桐ゆか   | ハーレクイン                          |                                                |
| 夜は何をささやく       | Night Whispers           | パラダイス シリーズ 3 | 1998年 | 2001年05月 | 中谷ハルナ | 新潮社                                |                                                |
| いつも君を見守るために | Someone to Watch Over Me | パラダイス シリーズ 4 | 2003年 | 2009年03月 | 瓜生知寿子 | ヴィレッジブックス                    |                                                |
| 君に鼓動をかさねて     | Every Breath You Take    | パラダイス シリーズ 5 | 2005年 | 2008年03月 | 島野めぐみ | ハーレクイン                          |                                                |